# منطقه باودی
منطقه باودی (به چینی: 宝坻区، به پین‌یین: Bǎodí Qū) یک منطقهٔ شهرداری تابع شهر تیانجین، در جمهوری خلق چین است. بخش بادی ۹۲۶٬۷۰۰ نفر جمعیت دارد.